# طيران نيويورك
طيران نيويورك شركة طيران إقليمية أمريكية تم أنشائها عام 1980 وكان مقرها في نيويورك ويعتبر مطار لاغوارديا مركز علمياتها وعدد وجهاتها 24 وجهة حول الولايات المتحدة وعدد أسطولها 34 طائرة وكبير الإداريين التنفيذيين هو مايك أرنون وأفلست في 1 فبراير 1987 ليتم اندماجها مع خطوط كونتيننتال الجوية.

## الأسطول
| الطائرات                  | النشاط |
| ------------------------- | ------ |
| ماكدونل دوغلاس دي سي-9-32 | 20     |
| ماكدونل دوغلاس إم دي-82   | 12     |
| بوينغ 737-300T            | 2      |
| العدد النهائئ             | 34     |